# François Bonneau
François Bonneau (ur. 12 października 1953 w Amilly) – francuski polityk i samorządowiec, od 2007 prezydent Regionu Centralnego-Doliny Loary.

## Życiorys
Ukończył studia z zakresu nauk humanistycznych na Uniwersytecie w Orleanie. Pracował następnie jako doradca zawodowy, był też dyrektorem szkoły Collège Robert Schuman w Amilly. Zaangażował się w działalność polityczną w ramach Partii Socjalistycznej, do której wstąpił w 1977. W 1983 po raz pierwszy wybrany do rady miejscowości Montargis, w latach 1989–2001 pełnił funkcję zastępcy mera. Od 1998 wybierany do rady Regionu Centralnego (przemianowanego później na Region Centralny-Dolina Loary). W latach 2000–2004 był przewodniczącym frakcji socjalistycznej, następnie wiceprzewodniczącym rady regionalnej, odpowiedzialnym za kwestie edukacji. W 2007 objął urząd przewodniczącego rady regionalnej (prezydenta regionu). Utrzymywał to stanowisko po wyborach regionalnych w 2010, 2015 i 2021.

## Odznaczenia
W 2024 otrzymał Order Zasługi Saksonii-Anhaltu.